# Mário Calábria
Mário Calábria (* 19. Juli 1923 in Corumbá; † 28. Juni 2012) war ein brasilianischer Diplomat.
Im Jahr 1945 erhält er einen Bachelorabschluss für Rechts- und Sozialwissenschaften an der Universidade de Brasil. 1946 belegt er Vorbereitungskurse für den diplomatischen Dienst.
Nach verschiedenen Tätigkeiten im diplomatischen Dienst, unter anderem war er Sekretär der brasilianischen Vertretung bei der UNO, wurde er 1978 Botschafter in der Deutschen Demokratischen Republik in Berlin. Nach seiner Pensionierung ließ sich Calábria in West-Berlin nieder.
Calábria war privat Kunstsammler. 2000 erschien seine Autobiografie Memórias: de Corumbá a Berlim.

## Schriften
- O problema das preparações de guerra. Ministério das Relações Exteriores, Serviço de Publicações, Rio de Janeiro 1948.
- Memórias. De Corumbá a Berlim. Record, Rio de Janeiro 2003, ISBN 85-01-06376-2.
- Memórias de um diplomata. Tessitura, Belo Horizonte 2011, ISBN 978-85-99745-30-4.